# Los placeres ocultos
Los placeres ocultos és una pel·lícula espanyola dirigida per Eloy de la Iglesia, estrenada el 26 de maig de 1977. Destaca per ser una de les primeres pel·lícules a abordar la homosexualitat, amb normalitat i com a tema principal, en l'inici de la transició a la democràcia espanyola. Amb guió de De la Iglesia, Rafael Sánchez Campoy i Gonzalo Goicoechea, en el seu elenc principal destaquen les actuacions de Simón Andreu, Tony Fuentes i Charo López.

## Argument
Eduardo (Simón Andreu) és un director de banc homosexual de mitjana edat. Viu la seva vida sexual desinhibidament, encara que guardant les aparences, i utilitza la seva posició social i econòmica per a conquistar a nois joves. Coneix al carrer a Miguel (Tony Fuentes), un atractiu jove de família humil que viu en un barri deprimit de l'extraradi de Madrid, i s'enamora perdudament d'ell.
Amb la intenció de seduir al jove, Eduardo posa en marxa un pla per acostar-se a ell. Per mitjà de Nes (Ángel Pardo), un noi de l'ambient gai que viu al mateix barri de Miguel, Eduardo esbrina la direcció del jove. Per a acostar-se a Miguel li ofereix un lloc de treball en una empresa dirigida pel seu amic Raúl (Antonio Corencia). Encara que Eduardo i Raúl van mantenir una relació en el passat, aquesta relació no va arribar a bon port i ara són amics, encara que Raúl està encara, secretament, enamorat d'Eduardo.
Amb l'excusa de mecanografiar un llibre, Eduardo s'emporta Miguel al seu apartament a les tardes. A poc a poc es va guanyant la seva amistat i la seva confiança portant-li de gresca o comprant-li una moto. Però Miguel és heterosexual, manté una relació formal amb la seva xicota Carmen (Beatriz Rossat) i també manté una relació paral·lela amb Rosa (Charo López), una veïna casada.
Quan Eduardo acaba sincerant-se i confessant-li els seus sentiments a Miguel, el jove el rebutja. Eduardo torna llavors a la seva vida solitària buscant efímers plaers amb joves en cinemes, parcs i banys públics. Rebutja l'oferiment del seu amic Raúl d'implicar-se en l'incipient moviment gai. I llavors la seva anciana mare (Ana Farra), greument malalta i pràcticament al llit de mort, li confessa que sap que el seu fill és homosexual des que era un adolescent exhortant-lo a no quedar-se només.
En una de les seves incursions de cruising pel parc Eduardo es torna a trobar amb Nes qui, juntament amb la seva colla, li tendeixen un parany per robar-li al pis i li propinen una pallissa. Quan Miguel s'assabenta del succeït acudeix a interessar-se per l'estat d'Eduardo i, en venjança, li dona una pallissa a Nes. Després d'aquesta experiència Eduardo i Miguel tornen a reprendre la seva amistat, aquesta vegada sense intents de conquesta per part d'Eduardo, acceptant-se com són. Miguel li presenta a la seva núvia Carmen, establint-se una relació platònica, com si fossin una família, amb la qual Eduardo creu que evitarà la solitud.
Tot es trunca quan reapareix Rosa, l'amant de Miguel, qui enfadada per l'abandó que sofreix per part del jove, i amb ajuda de Nes, propaga pel barri el rumor que Miguel és homosexual. Després li diu als pares de Carmen que Miguel, juntament amb Eduardo, estan enganyant la seva filla. Aquestes mentides provoquen que el pare de Carmen (Antonio Iranzo) prohibeixi a Miguel tornar a veure-la. Miguel, ferit, va al banc on treballa Eduardo i li munta una escena insultant-lo a crits i donant-li la culpa d'haver perdut la seva estimada.
En l'última escena Eduardo es troba sol al seu apartament. Sona el timbre de la porta, i en mirar per l'espiell el seu rostre s'il·lumina d'alegria. Quan la porta sol s'ha ajustat, enigmàticament, s'acaba la pel·lícula sense que coneguem la identitat de la persona que es troba després del llindar.

## Repartiment
- Simón Andreu - Eduardo
- Tony Fuentes - Miguel
- Charo López - Rosa (l'amant de Miguel)
- Beatriz Rossat - Carmen (la xicota de Miguel)
- Antonio Corencia - Raúl (l'amic d'Eduardo)
- Germán Cobos - Ignacio (el germà d'Eduardo)
- Ana Farra - Mare d'Eduardo
- Ángel Pardo - Nes
- Queta Claver - Mare de Miguel
- Antonio Iranzo - Pare de Carmen
- Antonio Gamero - Mirón del parc
- Josele Román - Pili (prostituta)
- Carmen Platero - Olga (prostituta)

## Producció
Rodada a Madrid amb producció d'Alborada P.C. Los Placeres Ocultos és la desena pel·lícula rodada per Eloy de la Iglesia. Va tenir nombrosos problemes amb la censura cinematogràfica i va romandre "segrestada" alguns mesos abans que, finalment, s'autoritzés la seva exhibició comercial a Espanya. El 1984 també es va estrenar als Estats Units i ha estat projectada posteriorment en retrospectives i festivals de cinema de temàtica LGTB.
| «                                   | "Vull mostrar amb Los placeres ocultos, la problemàtica homosexual d'una manera objectiva i d'una forma dialèctica. En la pel·lícula es tracta de contemplar el que ocorre dins d'aquest món marginat, condemnat per les dretes i les Esquerres i que no obstant això afecta a un ampli percentatge de la nació, que està necessitant urgentment el que s'obri un ampli debat per a esclarir la situació de l'homosexual." | » |
| — Eloy de la Iglesia, diari El País | |   |

En una escena apareix en un cameo el transformista Paco España com en gairebé totes les pel·lícules espanyoles de temàtica gai de l'època.

## Recepció
Les crítiques de la premsa especialitzada no van ser gaire positives en la data de la seva estrena encara que van lloar la valentia de la temàtica proposta i l'actuació de Simón Andreu. Diego Galán, en les pàgines del setmanari Triunfo, lloa "el plantejament directe d'un tema prohibit en temes oberts i militants" i l'actuació de Simón Andreu. Ángeles Maso la qualifica com "la millor pel·lícula d'Eloy de la Iglesia" i destaca "la interpretació més notable de Simón Andreu" encara que critica que "en el relat sobra «palla»—hi ha situacions que s'evidencien sense necessitar aprofundir-hi— i alguns personatges secundaris no tenen la mesura precisa. Però els encerts de «Los placeres ocultos» són molts més que les errades". La revista Fotogramas li atorga una qualificació de 2 estrelles sobre 5 (encara que els lectors de la mateixa li atorguen 4 sobre 5).
Als portals especialitzats d'informació cinematogràfica la pel·lícula obté una posició mitjana. FilmAffinity España, basant-se en 443 opinions, li atorga una puntuació de 6,3 sobre 10. IMDb, tenint en compte 143 vots, li atorga un 6,8 sobre 10.